# Hypena helenae
Hypena helenae là một loài bướm đêm trong họ Erebidae.